# Oncospermatinae
Oncospermatinae, podtribus palmi, dio tribusa Areceae, potporodica Arecoideae. Sastoji se od četiri  roda, jedan u Aziji, Oncosperma, i tri na Mauricijusu, Reunionu i Sejšelima.

## Rodovi
1. Acanthophoenix H.Wendl.
2. Deckenia H.Wendl. ex Seem.
3. Oncosperma Blume
4. Tectiphiala H.E.Moore